# 白杨河 (艾里克湖)

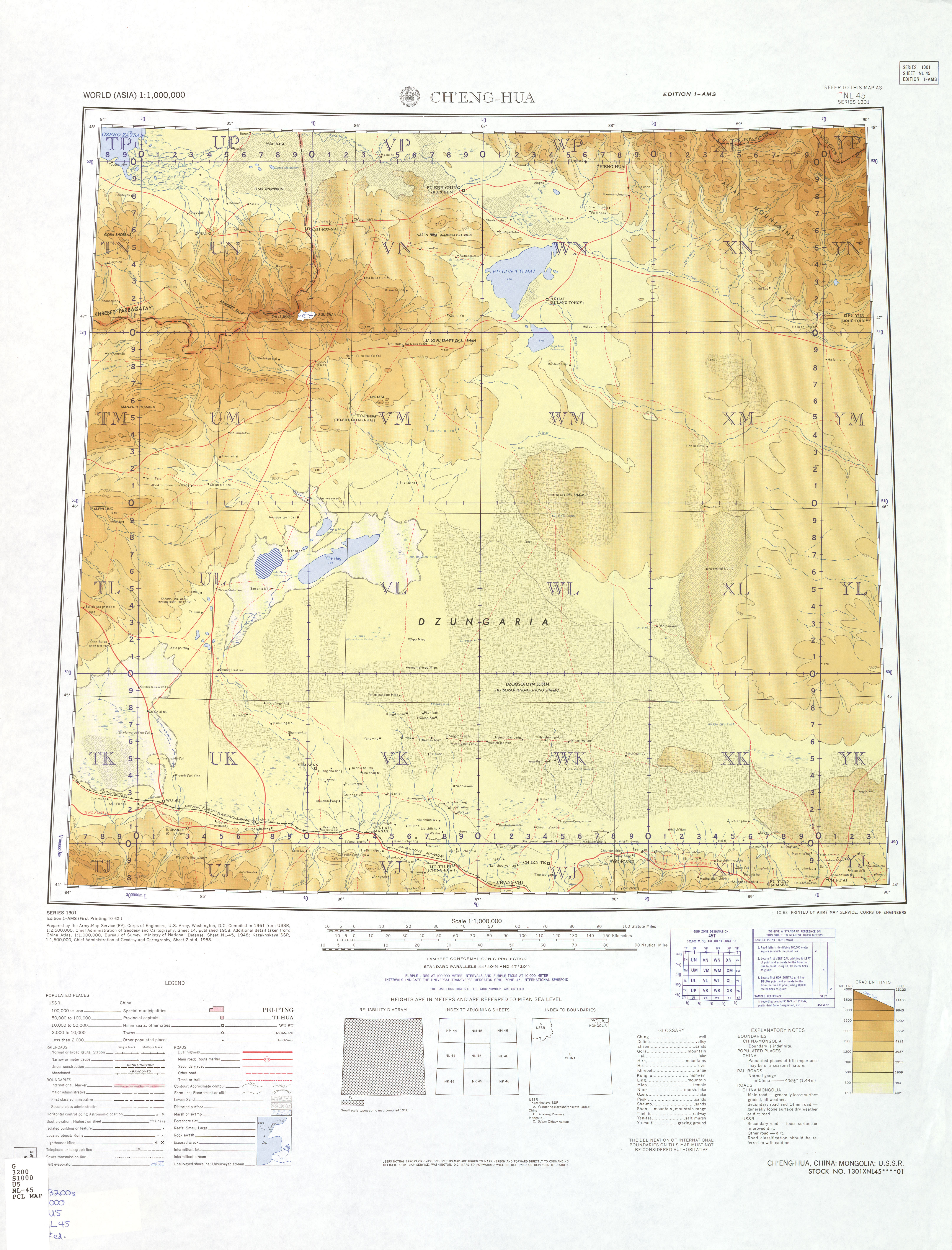
新疆西北部地区地形图，白杨河（Jih yang Ho）位于图中左上方

白杨河，也称纳木郭勒河，流经中华人民共和国新疆维吾尔自治区西北部地区的一条河流，属于艾里克湖水系，上游为塔城地区额敏县、托里县与和布克赛尔蒙古自治县的界河，下游流经克拉玛依市乌尔禾区。源流称旦木河，发源于塔城地区额敏县东北部齐吾尔喀叶尔山东南坡，东流约4千米后转向南流，成为额敏县与和和布克赛尔蒙古自治县之间的界河，约26千米后于和布克赛尔县的加玛嘎力提附近注入白杨镇水库，出库后东南流1.3千米出山口至额敏县白杨镇（原为额敏县的一个镇，初时为修建白杨河水库时设立,后因白杨河水库修建完毕、本地无资源而降为村，现属喇嘛昭乡管辖），此后干流穿越白杨镇以南的约10千米长的峡谷和长达32千米的冲洪积扇，进入平原散流区，再向东南流22千米（此段为和布克赛尔县与托里县界河），注入克拉玛依市乌尔禾区与托里县、和布克赛尔县交界处的白杨河水库，余水继续向东经乌尔禾城区，最终汇入艾里克湖。河流全长170千米，其中山口以上河长69千米，集水面积2008平方千米，年均径流量2.45亿立方米。白杨河上游河谷树林茂密，景色优美，中下游低山、平原和沙漠地区气候干热，呈荒漠景观。2000年以前白杨河为克拉玛依市的主要水源。